# تدبير (طب)
التدبير عند الأطباء التصرف في الأسباب باختيار ما يجب أن يستعمل نوعا ومقدارا ووقتا في الستة الضرورية. وكثيرا ما أراد به بقراط التصرف في الغذاء خاصة من جهة اللطافة والغلظة والقلة والكثرة وغيرها. وقد يطلق على الحقنة مأخوذا من الدبر.